# 길레스플라니갈레
길레스플라니갈레(Planigale gilesi)는 주머니고양이과에 속하는 아주 작은 식육성 유대류의 일종이다. 길레스플라니갈레는 1972년 공식적으로 처음 기술되었으며, 학명과 통용명은 길레스플라니갈레의 서식지가 포함된 오스트레일리아 사막을 탐험했던 탐험가 길레스(Ernest Giles)에게 경의를 표하기 위해 붙여졌다. 플라니갈레속(Planigale)에 속하는 5종의 유대류 중의 하나이다.

## 특징
"파우치던트"(paucident, "부족한"(few)이라는 의미의 라틴어 "파우키"(pauci)와 "이빨"(teeth)이라는 의미의 "덴테스"(dentēs)의 합성어에서 유래) 플라니갈레는 다른 플라니갈레와 달리 무늬가 없는 회색을 띠며, 작은 어금니를 상하에 각각 2개씩 갖고 있다.(다른 플라니갈레는 모두 작은 어금니(소구치)가 각각 3개씩 있다). 딱정벌레와 메뚜기. 거미 또는 기타 절지동물과 같은 여러 작은 생물을 먹으며, 가끔은 작은 도마뱀이나 포유류를 먹기도 한다. 길레스플라니갈레는 작은 먹이를 재빨리 물어서 죽인다. 2년 이상을 생존하는 개체는 20% 이하라고 간주하고 있지만, 생포된 길레스플라니갈레는 최대 5살까지도 한다.

## 분포 및 서식지
길레스플라니갈레는 사우스오스트레일리아 주 에이레 호수부터 뉴사우스웨일스 주 모리(Moree)까지 그리고 빅토리아 주 밀두라(Mildura)부터 노던 준주 남서부까지의 내륙의 건조 지대에서 발견된다. 범람원과 사구 모래 언덕 사이의 지역을 포함하여 땅이 금이 간 점토로 된 지역에서도 발견되며, 금이 간 틈은 날씨가 안좋을 때 은신처를 제공한다.